# Eurydice (Q130)
Pour les articles homonymes, voir Eurydice (homonymie).
L'Eurydice (Q130) était un sous-marin de la Marine nationale française de l'entre-deux-guerres, de la classe Ondine.